# Bunuri mobile din domeniul medalistică clasate în patrimoniul cultural național al României aflate în județul Arad
Acestă listă conține bunurile mobile din domeniul medalistică clasate în Patrimoniul cultural național al României aflate la momentul clasării în județul Arad.

## Fond
| Foto | Informații generale | Detalii tehnice | Descriere | Deținător                   | Legături |
| ---- | --- | --- | --- | --------------------------- | -------- |
|      | Medalie militară pentru vitejie cl a II-a, a maiorului de honvezi Asytalos Sandor                                      | Descoperit: jud. Szalbolcs-Szatmar-Ber, Kisvárda, Ungaria Material: aur; argint; traforare; gravare; turnare; lipire                                                                | Descriere avers: Cunună ovală de lauri din argint, în centru, din aur, crucea dublă maghiară pe cele trei culmi timbrate de o coroană. Panglica din moar roșu pe margine cu benzi verzi. Descriere revers: Sistemul de prindere de tip agrafă. | Complexul Muzeal Arad, Arad | Cimec    |
|      | Scrisoarea de atestare privind medalia militară pentru vitejie cl a II-a primită de maiorul de honvezi Asytalos Sandor | Datare: 1 martie 1904 Școală: Kisvárda Descoperit: jud. Szalbolcs-Szatmar-Ber, Kisvárda, Ungaria Dimensiuni: 21,5x26,8 cm Material: hârtie; scriere manuscrisă; sigiliu ceară roșie | Descriere avers: Text manuscris pe coală in folio, scris numai pe o parte, jos amprentă sigilară în ceară roșie. | Complexul Muzeal Arad, Arad | Cimec    |